# Dirhinus secundarius
Dirhinus secundarius is een vliesvleugelig insect uit de familie bronswespen (Chalcididae). De wetenschappelijke naam is voor het eerst geldig gepubliceerd in 1933 door Masi.